# ベイウォッチ

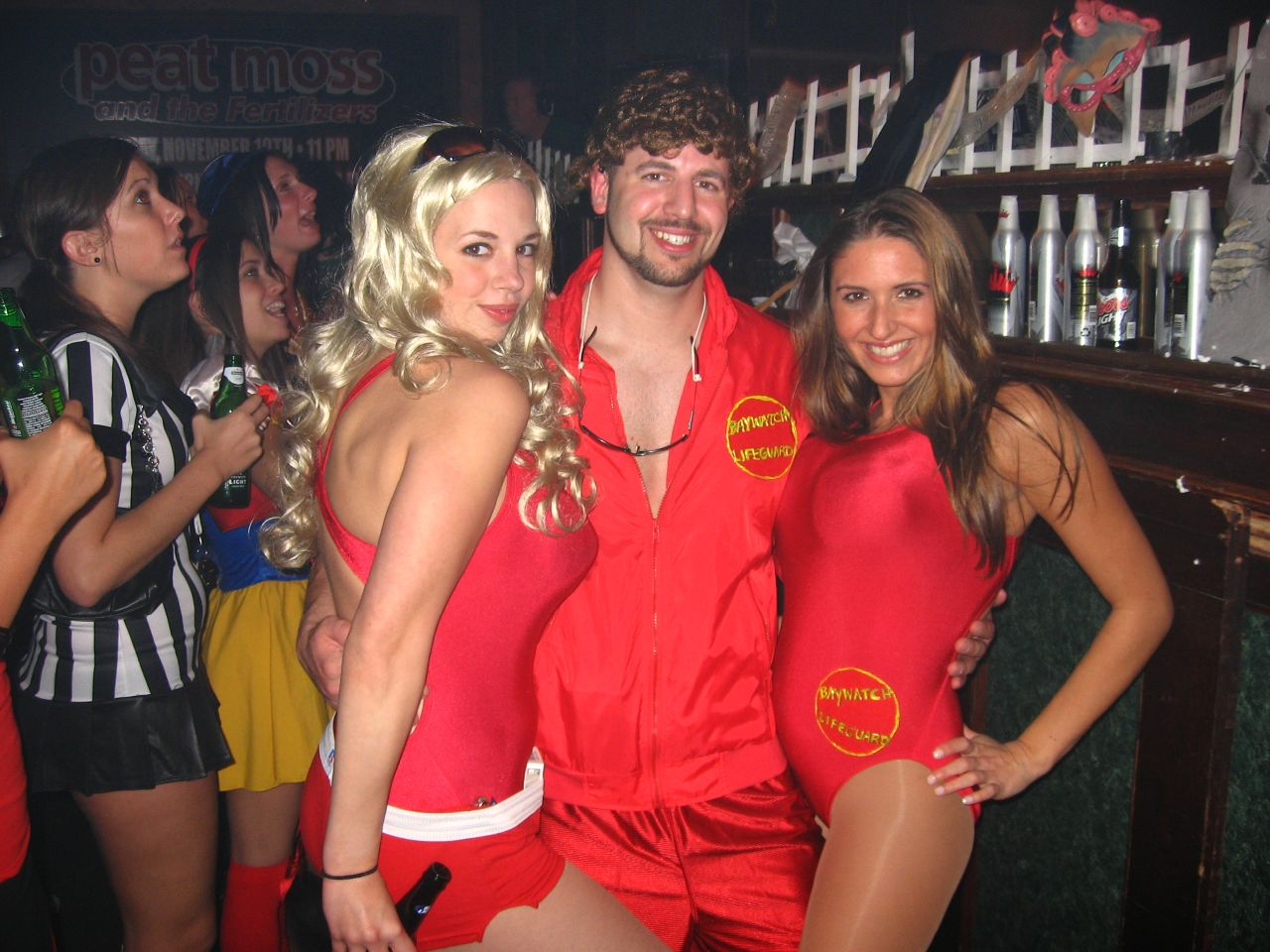
劇中に登場する水難監視救助隊と同じコスチュームを着けたライフガード

『ベイウォッチ』（原題：Baywatch）は、アメリカで1989年から2001年にかけて放送されたテレビドラマシリーズ。シーズン11まで製作された（ただし、シーズン10からは舞台をハワイに移して Baywatch Hawaii として放送）。
日本では1993年から放送され、シーズン1のみテレビ東京など民放地上波で1994年まで放送され、シーズン2からシーズン6まではNHKの衛星放送のNHK-BS2にて1995年から1999年まで放送された（シーズン7以降は未放送）。
その他に、スピンオフのテレビシリーズ『ベイウォッチ・ナイツ』（ Baywatch Nights ）が1995年 から 1997年にかけて44エピソードが放送され、オリジナルビデオが1995年と1998年に2本、テレビ映画が2003年に1エピソード制作されている。また、キャストを一新した劇場版が2017年に公開されたが日本では劇場公開されずにブルーレイ+DVDセットとして発売された。

## 概要
カリフォルニア、サンタモニカ湾沿岸のビーチでの海水浴客の生命や安全をミッチ・ブキャナンなどベイウォッチ（水難監視救助隊）が海難救助に命を懸け、そこで働くライフガード（救命隊員）たちの活躍を描くアクション・アドベンチャー。レギュラーに加えてシーズンごとに新たな美女ぞろいの隊員が登場するのも見どころ。全世界142ヶ国で大ヒットしたドラマ。

## 登場人物
ミッチ・ブキャナン
演：デビッド・ハッセルホフ、吹替：谷口節[シーズン1] / 菅生隆之[シーズン2～]
クレイグ・ポメロイ
演：パーカー・スティーブンソン、吹替：江原正士[シーズン1]レギュラー出演 / [シーズン8（3エピソード）、シーズン9（4エピソード）ゲスト出演]
ジル・ライリー
演：ショーン・ウェザリー、吹替：滝沢久美子[シーズン1第19話まで]
エディ・クレイマー
演：ビリー・ワーロック、吹替：山口勝平[シーズン1] / 水島裕允（現：水島裕）[シーズン2～3第2話まで]
シャウニ・マクレイン
演：エリカ・エレニアック、吹替：小林優子[シーズン1]) / 田中敦子[シーズン2～3第2話まで]
ホビー・ブキャナン
演：ブランドン・コール[シーズン1] / ジェレミー・ジャクソン[シーズン2～]、吹替：亀井芳子[シーズン1～4] / 保志総一朗[シーズン5～]
ドン・ソープ隊長
演：モンテ・マーカム、吹替：仁内建之[シーズン1] / 田中信夫[シーズン2]
ジーナ・ポメロイ
演：ホリー・ギャグニア、吹替：高島雅羅[シーズン1第1話] / 佐々木優子[シーズン1第2～22話]
ジョン・Ｄ・コート
演：ジョン・アレン・ネルソン、吹替：大塚芳忠[シーズン1第14～23話] / 山路和弘[シーズン2～]
トレバー・コール
演：ピーター・フェルプス、吹替：大滝進矢[シーズン1第14～23話]
ハーベイ・ミラー
演：トム・マクティーグ、吹替：平田広明[シーズン2]
ベン・エドワーズ
演：リチャード・ジェイクル、吹替：小島敏彦[シーズン2～]
サマー・クイン
演：ニコル・エッガート、吹替：三石琴乃[シーズン3・4]
マット・ブロディ
演：デビッド・チャーベット、吹替：坪井智浩[シーズン3～]
C.J.パーカー
演：パメラ・アンダーソン、吹替：富沢美智恵[シーズン3～]
ガーナー・エラービー
演：グレゴリー・アラン＝ウィリアムズ、吹替：福田信昭[シーズン1] / 小室正幸[シーズン2～]
ジミー・スレード
演：ケリー・スレーター、吹替：山崎優[シーズン3～]
ステファニー・ホールデン隊長
演：アレクサンドラ・ポール、吹替：小山茉美[シーズン3第3話～]
キャロライン・ホールデン
演：ヤスミン・ブリーズ、吹替：篠倉伸子[シーズン4] / 佐々木優子[シーズン5～]
ローガン・ファウラー
演：ジェイソン・シモンズ、吹替：三木眞一郎[シーズン5～]
コーディ・マディソン
演：デビッド・チョカチ、吹替：吉田孝[シーズン6第3話～]
ニーリー
演：ジーナ・リー・ノーリン、吹替：山田美穂（現：山田みほ）[シーズン6第3話～]

## その他
- C.J.パーカー役のパメラ・アンダーソンは、2017年の映画版にカメオ出演している[4]。なお、2017年の映画版にてC.J.パーカーを演じているのはケリー・ローバック。

## 関連作品

### オリジナルビデオ
- Baywatch the Movie: Forbidden Paradise （1995年）
- Baywatch: White Thunder at Glacier Bay （1998年）

### テレビ映画
- 『ベイウォッチ／ハワイより愛をこめて』（別題：『ベイウォッチ／灼熱のセクシー・トラップ』） Baywatch: Hawaiian Wedding （2003年）

### スピンオフ・テレビシリーズ
- Baywatch Nights （1995年〜1997年）

### 映画
- ベイウォッチ （2017年）

ミッチ・ブキャナン役にドウェイン・ジョンソン、マット・ブロディ役にザック・エフロンなどドラマシリーズとはキャストを一新した新劇場版。テレビシリーズでミッチ・ブキャナンを演じたデビッド・ハッセルホフも師匠役でゲスト出演している。

## 関連商品

### DVD
日本語字幕版
- BAYWATCH SEASON1 DVD The Complete Box（2007年3月20日発売）ASIN B000M05V7A
- BAYWATCH SEASON2 DVD The Complete Box（2007年3月20日発売）ASIN B000LZ6FI0

英語版
- Baywatch: Hawaiian Wedding（2003年11月7日発売）ASIN B0000TEVR4

### VHS
日本語字幕版
- エア・タービュランス〜ベイウォッチ〜【字幕版】（1999年7月2日発売）ASIN B00005H6JE

英語版
- Baywatch: Nightmare Bay（1995年8月16日発売）ASIN 6303162320
- Baywatch: River of No Return（1995年8月16日発売）ASIN 6303162312
- Baywatch Nights（1997年7月14日発売）ASIN B00004CTOW
- Baywatch; White Thunder (Rated)（1998年10月13日発売）ASIN 1573623652

### CD
- Baywatch [Compilation] [Soundtrack] [Import] [from US]（2004年9月7日発売）ASIN B000679QYI

1. I'm Always Here
2. I Believe
3. All I Wanna Be (Is With You)
4. Harder
5. Lifeline
6. Summer of Love
7. Days of Our Love
8. Color Me Blue
9. Ooh la La
10. Let a Few Go By
11. Current of Love

- Baywatch [Compilation] [Soundtrack]（1993年9月28日発売）ASIN B000000U87

1. I'm Always Here
2. I Believe
3. All I Wanna Be (Is With You)
4. Harder
5. Lifeline
6. Summer of Love
7. I'm Gonna Miss You
8. Days of Our Love
9. Color Me Blue
10. Ooh la La
11. Let a Few Go By
12. Current of Love

### ペーパーバック
- Baywatch (Penguin Readers, Level 2)（1998年11月発売（英語））ISBN 978-0582401150

### ブルーレイ+DVDセット
- 映画『ベイウォッチ』ブルーレイ【英語ドルビーアトモス/ドルビーTrueHD/日本語5.1chドルビーデジタル/字幕：英語/日本語】DVD【英語5.1chドルビーデジタル/日本語5.1chドルビーデジタル、字幕：英語/日本語】（2017年10月25日発売）パラマウント 品番 PJXF-1111